# Gerotor

Un Gerotor, la imatge no mostra l'entrada/escapament

Un gerotor és una bomba de desplaçament positiu. El nom gerotor deriva de "Rotor Generat". Una unitat de gerotor consisteix en un rotor interior i exterior que giren junts. El rotor interior té N dents, i el rotor exterior té N + 1 dents, amb N definit com un nombre natural més gran de 2. L'eix de gir del rotor interior es troba una mica fora de l'eix del rotor exterior i ambdós rotors giren al uníson.
La geometria dels dos rotors divideix el volum entre ells en N diferents volums dinàmicament canviants. Durant el cicle de rotació del conjunt, cada un d'aquests volums canvia contínuament, de manera que qualsevol volum donat, primer augmenta, i després disminueix. Un augment de volum crea un buit. Aquest buit crea una succió, i per tant, en aquesta part del cicle és on es troba l'admissió. Quan el volum disminueix es produeix la compressió. Durant aquest període de compressió, els fluids poden ser bombats, o comprimits (si són fluids gasosos).
Les bombes de gerotor estan generalment dissenyades emprant un rotor trocoidal interior i un rotor exterior format per un cercle amb segments circulars enllaçats sequencialment.
Un gerotor pot també funcionar com a motor rotatiu sense pistons. El gas d'alta pressió entra en l'àrea d'admissió i empeny ambdós rotors (l'interior i l'exterior), causant la rotació del conjunt, mentre l'àrea entre el rotor interior i l'exterior augmenta. Durant el període de compressió, els fluids (o gasos) són bombats cap a fora.

## Història
En el nivell més primitiu, els Gerotor es remunten al segle xviii. L'any 1927 Myron Francis Hill (membre de les institucions Society of Naval Architects and Marine Engineers, N. Y. Academy of Sciences, i Harvard Engineering Society) va publicar el llibre “Kinematics of gerotors”. En aquesta obra esmentava els treballs previs de Galloway (1787), de Nash i Tilden (1879), de Cooley (1900), del professor Lilly de la Dublin University (1915) i de Feuerheed (1918). Aquests investigadors estudiaren bombes de desplaçament positiu basades en el moviment relatiu intern d'una roda dentada exteriorment respecte d'una roda exterior (amb dentat interior) amb una dent més que la roda interior. Es tractava de bombes d'engranatge amb dentat clàssic (forma de les dents similar a la de les rodes dentades usades en  transmissió de potència).
Myron Hill va proposar una altra forma de les “dents” basada en les corbes trocoidals. I va anomenar aquesta variant Ge-Rotor (de “Generated Rotor”, rotor generat). L'any 1947 va publicar un segon llibre: “Kinematics of Gerotors, Rotoids and Gears." 
Algunes de les patents de Myron Hill sobre el tema foren les següents:
- U.S. Patent 1,682,563 (1928)[2]
- U.S. Patent 2,011,338 (1922)[3]
- U.S. Patent 2,091,317 (1934)[4]

Un sistema gerotor, pot funcionar amb líquids i gasos. Si rep potència funciona com una bomba o compressor (donant pressió al fluid). Si el que rep és un fluid a pressió funciona com un motor. Es tracta d'un mecanisme reversible.

## Usos
- Bomba Eaton
- Bomba d'oli
- Bomba de combustible
- Compressors de gas d'alta velocitat
- Motors
- Motor hidràulic
- Direcció assistida